# 金斯瑞生物科技
金斯瑞生物科技股份有限公司（英語：GenScript Biotech Corporation，港交所：1548），簡稱金斯瑞生物科技股份、金斯瑞生物科技，于2002年，由主席及行政總裁章方良、王魯泉和王燁，在美國新澤西州成立GS Corp，業務在全球經營生命科學研究與應用服務及產品銷售。
2017年12月27日，該公司收購美國CustomArray, Inc.，業務在全球經營學術及工業組織的供應。